# آزرسبيس (القمر الصناعي الأذربيجاني)
آزرسبيس-1/أفريكاست-1أ (Azerspace-1/Africasat-1a) هو أول قمر صناعي أذربيجاني في الفضاء.بنته شركة العلوم المدارية، وأطلق إلى المدار مع الصاروخ أريان 5 في 7 فبراير 2013 من كورو في غويانا الفرنسية في المواقع المدارية 46° east. القمر يغطي أوروبا وجزء كبير من آسيا وأفريقيا. ويتم تشغيله من قبل الشركة الأذرية Azercosmos و لديه قدرات نقل التلفزيون، الإذاعة والإنترنت.

## التكلفة
ويعتقد أن القمر كان بتكلفة  120 مليون دولار أمريكي وأنشأ من قبل شركة العلوم المدارية. رئيس اريان سبيس (جان ايف لوغال) أكد أن وزن القمر الصناعي سيكون ثلاثة أطنان. وفي نيسان / أبريل 2011،وافق بنك التصدير والاستيراد في الولايات المتحدة على تمويل هذا المشروع حيث أن 85 في المئة من تكلفة البناء التي ستقدم إلى الجانب الأذربيجاني في شكل قرض، في حين أن الـ15 بالمائة المتبقية سيتم دفعها من أموال الدولة.

## المواصفات
يملك القمر الصناعي ألواح طاقة شمسية مع أربع لوحات لكل صفيف باستخدام خلايا زرنيخية UTJ . وسوف يكون ثنائي الوقود نظام monopropellant . والطاقة ستكون في اثنتين من بطاريات ليثيوم أيون بسعة >4840 W/ساعة.

سيكون هناك 24 مرسلاً نشطاً C-band، باستخدام 2.5 by 2.7 متر (8 قدم 2 بوصة × 8 قدم 10 بوصة) وسوف يكون هناك أيضا 12 مرسلاً نشطاً Ku-band مرسلا، باستخدام 2.5 by 2.7 متر (8 قدم 2 بوصة × 8 قدم 10 بوصة)
المرسل ku-band بسعة  (11.2 جيجا 14.0 GHz) في المقام الأول يغطي أوروبا وآسيا الوسطى.C-band بسعة  (3740 ميغاهرتز و 5965 ميغاهيرتز)  يغطي أوروبا وآسيا الوسطى، فضلا عن ما يقارب من جميع من أفريقيا.

## المدار
القمر الصناعي  يستند إلى مدار الطيران ومثبت على منصة (النجم-2)  ويولد ما يقرب من خمسة كيلو واط من حمولة الطاقة من 36 المرسل النشط  عند الانتهاء من الاختبار المدار التشغيلي السيطرة على الأقمار الصناعية سلمت أذربيجان وزارة الاتصالات وتقنية المعلومات، منذ تشرين الأول / أكتوبر عام 2017 Azercosmos OJSCo الضوابط آزرسبيس-1 مستقل.

## العملية
القمر الصناعي العمليات التي تسيطر عليها الدولة-تشغيل الشركة، Azercosmos، المملوكة من قبل حكومة أذربيجان آزرسبيس-1/Africasat-1A  هو مشروع مشترك بين أذربيجان أسطول الأقمار الصناعية المشغل مياسات أنظمة الأقمار الصناعية من ماليزيا التي تملك حقوق المداري فتحة في 46 درجة شرقا،  و التي سوف تستخدم نحو 40 في المئة من قنوات إجمالي القدرات. أذربيجان يستخدم 20 في المئة، مع القدرة المتبقية لتكون متاحة لعملاء آخرين.
اعتبارا من عام 2014, قنوات يحمل 13 محطة إذاعية 128 القنوات التلفزيونية، معظمها مجانية بالإضافة إلى الخدمات الحكومية. اعتبارا من عام 2018، يحمل نحو 100 قنوات التلفزيون والراديو في الغالب مجانية بالإضافة إلى الخدمات الحكومية.

## متابعة الأنشطة
إطلاق الأقمار الصناعية الخاصة بافتتاح أذربيجان صناعة الفضاء. في نيسان / أبريل 2011، نائب مدير وكالة الفضاء الأذربيجانية الوطنية Tofig Suleymanov ألمح إلى أن أذربيجان لديها خطط لإطلاق الأقمار الصناعية الثانية لدراسة باطن الأرض والغلاف الجوي في عام 2014. في 26 تشرين الثاني / نوفمبر 2011، رئيس Azercosmos, رشاد نبييف، ذكرت أن إطلاق الأقمار الصناعية الثانية كان من المتوقع أن تحدث في عام 2015.
اعتبارا من كانون الثاني / يناير عام 2018، Azercosmos تخطط لإطلاق الثانية الاتصالات السلكية واللاسلكية والأقمار الصناعية ، آزرسبيس-2 في منتصف عام 2018 لتوفير النطاق العريض وخدمات البث إلى العملاء في أوروبا والشرق الأوسط وأفريقيا جنوب الصحراء الكبرى والوسطى و جنوب آسيا. الأقمار الصناعية ومن المقرر أن تكون مجهزة مع 35 مرسلا في Ku-band, وسوف يكون موجودا في 45° شرقا. عمر آزرسبيس-2 ومن المتوقع أن يكون 15 عاما.

## وصلات خارجية
- IMS المزود الرسمي الموقع
- AfricaSat 1 / مياسات 1 فضائية في Satepedia